# Béker (fils de Benjamin)
Pour les articles homonymes, voir Beker (homonymie).
Béker est un fils de Benjamin fils de Jacob et de Rachel.

## Béker et ses frères
Béker a pour frères Béla, Ashbel, Guéra, Naamân, Éhi, Rosh,  Mouppim, Houppim et Ard.

## Béker en Égypte
Béker part avec son père Benjamin et son grand-père Jacob pour s'installer en Égypte au pays de Goshen dans le delta du Nil.

## Les descendants de Béker
La famille des descendants de Béker n'est pas mentionnée comme sortante du pays d'Égypte avec Moïse,.
La famille des descentants de Béker rebrousse chemin pour retourner en Égypte après la mort d'Aaron mais elle est poursuivie, rattrapée et anéantie par les Lévites.